# بالکاشین
بالکاشین (قزاقی: Балкашин) یک سکونتگاه مسکونی در قزاقستان است که در استان آق‌مولا واقع شده‌است. بالکاشین ۴۴۶۶ نفر جمعیت دارد.